# Paraje las Rosas
Paraje las Rosas är en ort i Mexiko, tillhörande kommunen Naucalpan de Juárez i delstaten Mexiko. Paraje las Rosas ligger i den centrala delen av landet och tillhör Mexico Citys storstadsområde. Orten hade 124 invånare vid folkmätningen 2010. 2020 hade befolkningen ökat till 376 personer.